# Limnophora kwapenai
Limnophora kwapenai är en tvåvingeart som beskrevs av Shinonaga 2005. Limnophora kwapenai ingår i släktet Limnophora och familjen husflugor. Inga underarter finns listade i Catalogue of Life.